# Rinascita Socialista
Rinascita Socialista è stato un movimento politico italiano esistito dal 1993 al 1995.

## Storia
Il movimento nacque all'indomani dell'elezione di Ottaviano Del Turco segretario del Partito Socialista Italiano (29 maggio 1993), per proseguire da sinistra, e sotto un'altra forma, la politica di rinnovamento del socialismo italiano, che aveva tentato invano Giorgio Benvenuto nei suoi 100 giorni da segretario successivi le dimissioni di Bettino Craxi. La nascita dell’associazione venne annunciata con un appello lanciato il 21 maggio 1993 da Giorgio Benvenuto, Enzo Mattina, Valdo Spini, Enrico Manca e altri socialisti che contestualmente si dimisero dagli incarichi di partito; il movimento ebbe inoltre l'appoggio del senatore a vita Francesco De Martino e la partecipazione di Nerio Nesi.
Il 26 maggio il gruppo esplicitò la sua netta contrarietà al nuovo vertice socialista. Secondo la neonata area del garofano occorreva un azzeramento di tutti gli organi dirigenti a favore di un ristretto comitato di gestione che portasse il PSI a un'assemblea di rifondazione del partito da tenersi entro luglio. Il 19 luglio l'assemblea dei quadri di Rinascita Socialista sancì la scissione dal PSI, anche se alcuni suoi esponenti preferirono continuare a operare anche dentro il PSI.
Guidato dall'europarlamentare Enzo Mattina, Rinascita Socialista, alle amministrative di Napoli del novembre 1993, fece parte della coalizione vincente di sinistra e in opposizione al centro al quale aderì il PSI; a sorpresa conquistò anche due seggi (Antonio Crocetta e Giuseppe Sarnataro) contro l'unico del PSI.
Rinascita Socialista fu uno degli otto fondatori dell'Alleanza dei Progressisti (1º febbraio 1994), e alle elezioni politiche del 1994 si presentò col proprio simbolo del gabbiano solo nella circoscrizione proporzionale Campania 1 e, nel maggioritario della Camera, nel solo collegio di Carrara (dove però RS è appoggiato solo dalla Lista Pannella). Per la quota proporzionale alla Camera, RS diede indicazione di voto per il PSI per rendere possibile «una costituente socialista che sia la base della rinascita di una forza autenticamente socialista, democratica libertaria». La lista Rinascita Socialista a livello nazionale ottenne lo 0,03% e non elesse alcun deputato, ma due suoi esponenti furono eletti in altre liste, uno alla Camera (Enzo Mattina, come candidato della coalizione nel collegio di Sala Consilina) e uno al Senato (Francesco Barra, come candidato della coalizione nel collegio Pomigliano d'Arco).
Agli inizi del 1995 il movimento confluì nella Federazione Laburista.

## Risultati elettorali
| Elezione       | Elezione | Voti   | %    | Seggi |
| -------------- | -------- | ------ | ---- | ----- |
| Politiche 1994 | Camera   | 10 070 | 0,03 | 0     |